# 't Laar
 't Laar (Nedersaksisch: t Laor) is een Nederlandse buurtschap enkele kilometers ten noordwesten van het Veluwse dorp Vaassen, in de provincie Gelderland. Het gebied kenmerkt zich door een uitgestrekt weidegebied en wat akkers aan de rand van een bosrijke omgeving.
't Laar had vroeger een eigen dialect, dat inmiddels vrijwel is 'uitgestorven'. Het is onduidelijk of dit ontstaan is door de geïsoleerde ligging, of dat er vroeger mensen uit andere delen van het land zijn komen wonen, omdat 't Laar fungeerde als katholieke enclave.
Even ten westen van 't Laar (Gortelseweg) zijn raatakkers, of celtic fields, aangetroffen, vroege akkerpatronen. Bovendien zijn er urnenvelden, grafheuvels en een prehistorische weg gevonden in de buurt van de Wildweg. Uit dit alles kunnen we concluderen dat de omgeving van 't Laar al zeker 4000 jaar bewoond wordt.

## Buurtvereniging
De buurtschap heeft een actieve buurtvereniging met een eigen blad en een eigen buurtgebouw: de Loarkit.

## Websites
- Welkom bij Ampt Epe

Dorpen: Emst · Epe · Oene · Vaassen

Buurtschappen: Boshoek · De Jonas (deels) · Dijkhuizen · Geerstraat · Gortel · Hanendorp · De Hegge · 't Laar · Laarstraat · Loobrink · Niersen · De Oosterhof · Schaveren · Tongeren · Vemde · Westendorp · Wijnbergen · Wissel · Zuuk

Gelderland: Steden en dorpen in Gelderland      Nederland: Provincies · Gemeenten